# Société de peinture, sculpture et architecture de Bruxelles

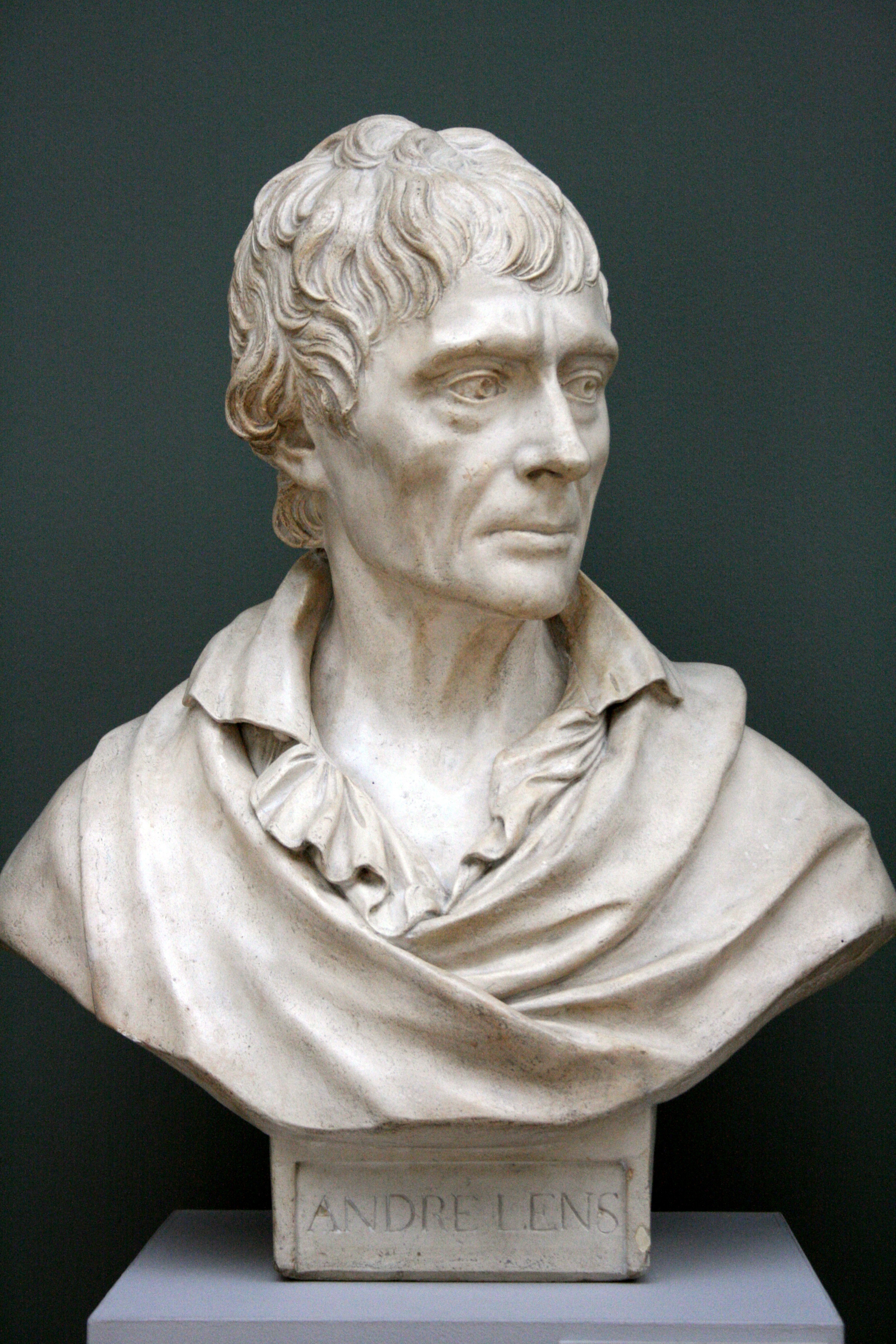
Le peintre André Lens (1739-1822), président de la Société de peinture, sculpture et architecture de Bruxelles.

La Société de peinture, sculpture et architecture de Bruxelles est une société d'émulation destinée à favoriser le progrès des arts qui fut fondée à Bruxelles en pluviôse de l'an XI (janvier-février 1803).
Elle était composée à la fois de dilettantes, d'artistes et d'amateurs d'arts amis du nouveau Musée des Beaux-Arts de Bruxelles établi dans la vieille Cour.
Quelques mois après sa fondation la société organisait son premier salon dans les locaux du Musée.
Elle avait ainsi décidé de répéter chaque année une exposition de peintres modernes le 2 thermidor pour célébrer à cette occasion  cette date « époque immortelle de l'arrivée du premier consul à Bruxelles ».
En germinal de l'an XII (mars-avril 1804) la société soumit une demande de nouveaux statuts qui furent adoptés par le maire de Bruxelles, mais le préfet Doulcet de Pontécoulant donna un avis défavorable à ces changements et demanda à laisser mûrir ce nouveau projet.
Par la suite la société se fit plus discrète et disparut du paysage sociétaire bruxellois.

## Composition de la société

### Direction
- André Lens (1739-1822), peintre, président.
- Pierre Joseph Célestin François (1759-1851), peintre, vice-président.
- Antoine Cardon (1739-1822), peintre et graveur, trésorier.

### Membres

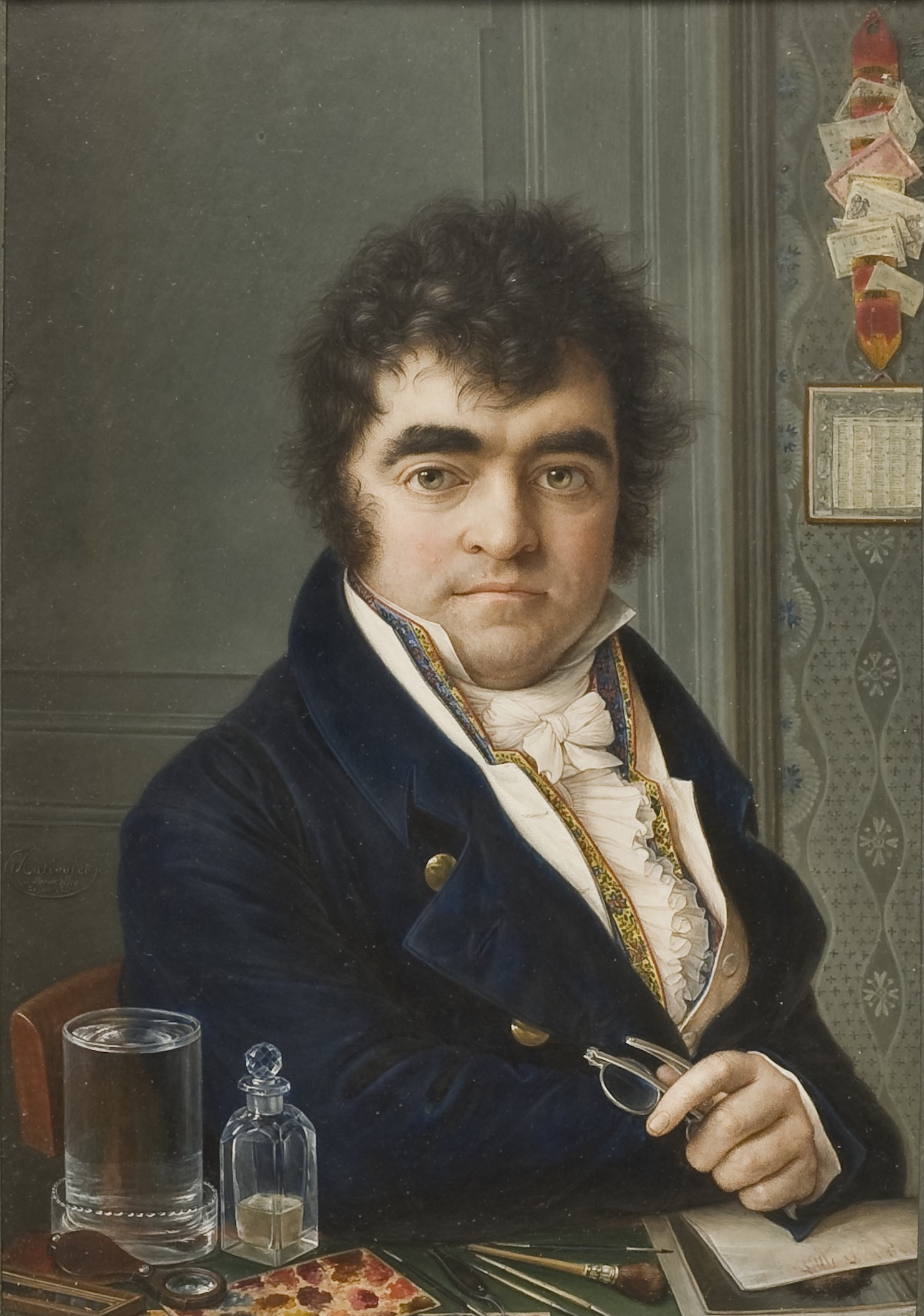
Portrait d'un membre de la "Société de peinture, sculpture et architecture de Bruxelles", le peintre Louis-Marie Autissier.

La société lors de sa fondation comptait vingt-deux membres, artistes ou amateurs :
- Louis-Marie Autissier (1772-1830), peintre
- Philippe Cardon (1770-1816), dessinateur, graveur, secrétaire de l'Académie, fils d'Antoine Cardon
- François-Antoine Curtet, docteur en médecine, époux de Barbe Van Mons (sœur de Jean-Baptiste Van Mons) qui sont les parents de Cécile Curtet (1801-1858) épouse du savant Quetelet (1796-1874)
- Jean De Landtsheer
- Jean-Baptiste De Roy (1759-1829)
- Gilles-Lambert Godecharle (1751-1835), sculpteur
- Joseph Haseleer
- Ghislain-Joseph Henry (1754-1820), architecte et topiaire
- Pierre-François Jacobs (1780-1808), peintre d'histoire
- François-Joseph Janssens (1744-1816), sculpteur
- Johns, peintre en miniature, né à Bruxelles
- Jacques-Joseph Lens (1746-1814), peintre
- Lequime. Vraisemblablement s'identifie-t-il avec François-Joseph Lequime (1770-1848), ancien officier, cité en 1812 comme rentier, époux de Françoise Adrienne de Glimes (1770-1819), (nièce du peintre Pierre de Glimes, et alliée à la famille du sculpteur Gilles-Lambert Godecharle, par le mariage en 1798 d'Antoine-Joseph de Glimes (frère d'Adrienne) avec Marie-Thérèse Godecharle) domicilié Son 7 -Montagne de la Cour 1108-. Son frère Antoine Lequime (1783-1827), ne peut entrer en compte, étant à l'époque étudiant à Nantes, et deviendra plus tard pharmacien du Roi et de la Reine à Bruxelles, époux de Jeanne Dutalis, sœur de l'orfèvre Joseph Germain Dutalis (1780-1852), et grands-parents du peintre Alphonse Asselbergs.
- Antoine Plateau (1759-1815), peintre-décorateur
- Daniel Pletinckx, statuaire.
- Poussielgue
- Joseph-Guillaume Puttemans (1788-1853), peintre[1]
- Jean-François Thys, peintre
- Henri Van Assche (1775-1841), peintre
- Van Dievoet
- Jean-Baptiste Waghemans, (Waegemans, ou Wagheman), peintre, était membre de la loge aristocratique l’Heureuse Rencontre à Bruxelles dont il était membre à talent (1777).
- Jean-Alexandre Werry (1773-1847), architecte